# 소금과 빛
대지의 소금과 세상의 빛(大地 - 世上 - , 영어: salt of the earth and light of the world) 또는 단순히 소금과 빛(영어: salt and light)은 신약 성서의 산상 설교(산상 수훈)의 하나이다. 마태 복음서의 5장 13절에서 16절에 기술이 있다. 그 외 마르코 복음서의 9장 48절에서 50절, 루카 복음서의 14장 34절에서 35절에, 기독교에서, 세상의 소금에 관한 같은 기술이 있다.

## 예수에 의한 수훈의 주된 내용

### 소금은 무엇으로 있을까
- 지옥에서는 그들을 파먹는 구더기도 죽지 않고 불도 꺼지지 않는다. 모두 불소금에 절여질 것이다. - 마르코 9:48, 9:49
- 너희[1]는 세상의 소금이다. - 마태 5:13
- 소금은 좋은 것이다. - 마르코9:50, 루카14:34

### 소금이 소금기를 잃었을 경우
- 그러나 소금이 제 맛을 잃으면 무엇으로 다시 짜게 할 수 있겠느냐? - 마태 5:13, 마르코 9:50, 루카 14:34
- 아무 쓸모가 없으니 밖에 버려져 사람들에게 짓밟힐 따름이다. - 마태 5:13
- 땅에도 거름에도 쓸모가 없어 밖에 내던져 버린다. - 루카 14:35

### 빛은 무엇으로 있을까
- 너희[1]는 세상의 빛이다. - 마태 5:14
- 산 위에 자리 잡은 고을은 감추어질 수 없다. 등불은 켜서 함지 속이 아니라 등경 위에 놓는다. 그렇게 하여 집 안에 있는 모든 사람을 비춘다. - 마태 5:14, 5:15

### 결론
- 너희는 마음에 소금을 간직하고 서로 평화롭게 지내라. - 마르코 9:50
- 이와 같이 너희[1]의 빛이 사람들 앞을 비추어, 그들이 너희의 착한 행실을 보고 하늘에 계신 너희 아버지를 찬양하게 하여라. - 마태 5:16

## 같이 보기
- 대지의 소금
- 세상의 빛
- 소돔과 고모라
- 설교
- 악마 지불
- 팔복
- 요한 복음서 - 9:5
- 미츠시오 여자 학원 - 소금과 빛이 교명의 유래.
- 아오야마 가쿠인 대학 - 소금과 빛이 스쿨 모토.
- 도호쿠 학원 - 소금과 빛이 학교 법인 전체의 교육 목표가 되어 있다.